# Vireda församling
Vireda församling var en församling i Linköpings stift inom Svenska kyrkan, Aneby kommun. Församlingen uppgick 1 januari 2006 i Haurida-Vireda församling.
Församlingskyrka var Vireda kyrka.

## Administrativ historik
Församlingen har medeltida ursprung
Församlingen var till 1962 moderförsamling i pastoratet Vireda och Haurida. Från 1962 till 1998 var den annexförsamling i pastoratet Lommaryd, Vireda och Haurida, från 1998 annexförsamling i pastoratet Bredestad,  Askeryd,  Marbäck, Bälaryd, Frinnaryd, Lommaryd, Vireda och Haurida. Den 1 januari 2006 uppgick församlingen i Haurida-Vireda församling.
Församlingskod var 060408.

## Kyrkoherdar
Lista över kyrkoherdar i Vireda församling.
| Verksam   | Namn                           | Levnadstid | Övrigt                                  |
| --------- | ------------------------------ | ---------- | --------------------------------------- |
| 1558–1567 | Nicolaus Erici                 | –1567      |                                         |
| 1569–1603 | Olaus Jonæ Korp (Corvinus)     | –1603      |                                         |
| 1604–1609 | Ragvaldus Nicolai              | –1609      |                                         |
| 1613–1652 | Jonas Olavi Korp               | –1652      |                                         |
| 1653–1666 | Olaus Jonæ Korp                | 1605–1666  |                                         |
| 1667–1688 | Haraldus Palm                  | 1628–1688  |                                         |
| 1689–1700 | Daniel Torpadius               | –1700      |                                         |
| 1702–1728 | Alexander Jonæ Asping          | –1728      |                                         |
| 1729–1739 | Andreas Olavi Hornerus         | 1672–1739  |                                         |
| 1741      | Alexander Alexandri Asping     | –1741      |                                         |
| 1743–1752 | Ericus Petri Isberg            | 1692–1752  |                                         |
| 1752–1788 | Nicolaus Regnelius (Regnell)   | 1713–1788  | Prost.                                  |
| 1790–1809 | Johan Rothstein                | 1751–1809  | Avsatt 1799.                            |
| 1810–1838 | Fredrik Gustaf Wænerberg       | 1769–1838  | Prost.                                  |
| 1839–1865 | Nils Weijmers                  | 1779–1865  |                                         |
| 1865–1880 | Karl Fredrik Teodor Hägerström | 1834–1906  | Senare kyrkoherde i Örberga församling. |
| 1881–1889 | Axel Gottfrid Setterdahl       | 1846–1927  | Senare kyrkoherde i Gryts församling.   |
| 1890–1924 | Per Eriksson Lindeberg         | 1848–1929  |                                         |

## Klockare, kantor och organister
| Ämbetstid | Namn               | Levnadstid | Övrigt                |
| --------- | ------------------ | ---------- | --------------------- |
| 1740–1754 | Anders             |            | Klockare              |
| 1758–1789 | Peter Fogelberg    | 1720–1790  | Organist och klockare |
| 1791–1810 | J. H. Hagström     | 1767–1810  | Organist och klockare |
| 1812–1813 | Sven Söderström    | 1789–      | Vice organist         |
| 1813–1829 | Abraham Lagerman   | 1792–1829  | Organist              |
| 1839–1853 | Per G. Jonsson     | 1804–      | Organist och klockare |
| 1854–1870 | Sven Jacob Rydvall | 1832–      | Organist              |
| 1872–1878 | Axel Oscar Adell   | 1850–      | Organist              |
| 1878–1894 | Ludvig Johansson   | 1856–      | Organist              |